# Edgewood (Kentucky)
Edgewood – miasto w Stanach Zjednoczonych, w stanie Kentucky, w hrabstwie Kenton.